# Corral del Conde
El Corral del Conde es un antiguo corral de vecinos ubicado en la ciudad española de Sevilla, en Andalucía.

## Descripción

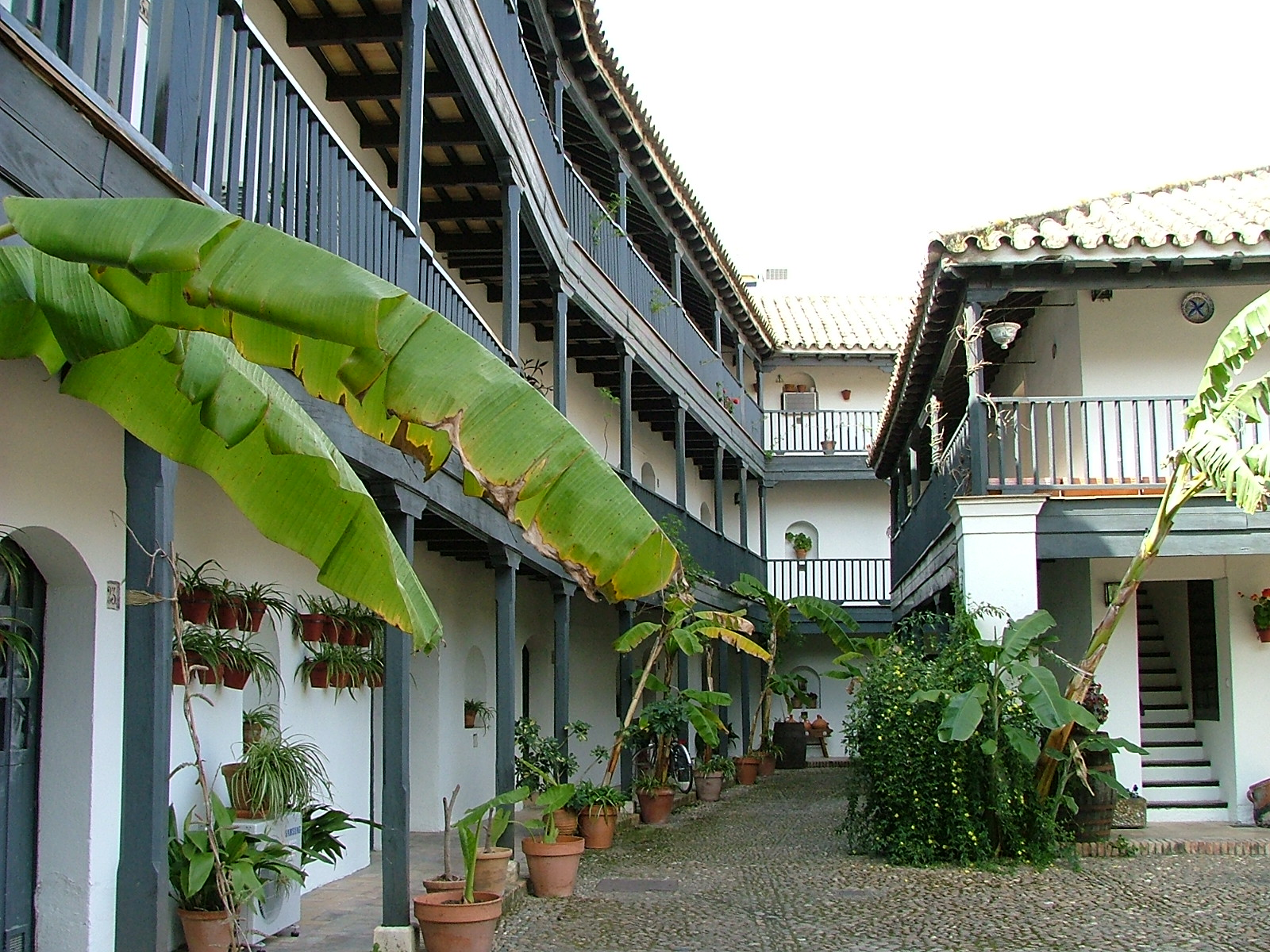
Vista del edificio

El inmueble se encuentra en la ciudad andaluza de Sevilla, capital de la provincia homónima.
Situado en la calle de Santiago, se trata de un edificio muy expresivo de la arquitectura popular sevillana, probablemente el más interesante y completo de todos los que existían, desaparecidos actualmente en gran parte. Consta de una construcción en forma de L que bordea toda la linde del solar y otra construcción menor en el centro que comparte el patio con los lavaderos y antiguos retretes. Todo en el edificio mira hacia su interior donde históricamente se desarrollaba una gran vida social.

## Historia
Su origen es musulmán, con reestructuración mudéjar, aunque su disposición actual responde a la arquitectura popular del siglo XVIII, que respetó las morfologías tradicionales. Fue propiedad del conde-duque de Olivares y aparece con su configuración actual en el plano de Olavide de 1771.
Fue declarado monumento histórico-artístico, de carácter nacional, el 16 de noviembre de 1979, mediante un real decreto publicado el 18 de enero de 1980 en el Boletín Oficial del Estado. En la actualidad cuenta con el estatus de Bien de Interés Cultural.
Fue declarado en ruinas por el Ayuntamiento de Sevilla el 30 de diciembre de 1969 y rehabilitado entre 1982 y 1983 para adaptarlo a edificio de apartamentos. Se encuentra adecuadamente preservado y mantiene sus características fundamentales originales.